# Вернер. Твёрдый, как кость
«Вернер. Твёрдый как кость» (Werner — Beinhart!) — немецкий фильм, содержащий в себе анимационные эпизоды и эпизоды с живыми актёрами, тесно переплетённые сюжетной линией. Фильм основан на комиксах Рётгеля Фельдмана, который сыграл в фильме роль художника Брёзеля.
Дата релиза фильма в мире — 29 ноября 1990. В Советском Союзе получил распространение только на «пиратских» видеокассетах.

## Сюжет фильма
Однажды ночью у преподобного Адальберта Амена в лесу глохнет автомобиль. Он становится свидетелем некоего колдовского обряда, который совершает существо, именующее себя Румпельштильцхен.
В следующей сцене мы впервые видим художника Брёзеля, который попал в средневековое королевство в замок короля Гризганга Ужасного, который страдает от хронической болезни мышц смеха и поэтому он не может улыбаться. Король пригрозил, что если Брёзель не сможет его рассмешить, то он отрубит ему голову точно так же, как и другим неудачливым комикам: Хайнцу Эрхардту, Карлу Валентино, Бастеру Китону, Отто Уолкезу и Вуди Аллену. Король даёт Брёзелю три дня.
Итак, Брёзель сидит в темнице Короля и безуспешно пытается нарисовать смешной мультфильм. Вдруг, волшебным образом в темнице появляется Румпельштильцен и дарит Брёзелю волшебный карандаш взамен на обещание выполнить одно её желание после того, как Брёзель освободится из заточения. Художник принимает условия сделки и начинает рисовать. Далее на экране появляется анимационная часть фильма.
Просмотр мультфильма не рассмешил Короля, поэтому Брёзелю отрубают голову…
Но, как оказалось, это был всего лишь сон. Вернувшись в реальность нашего времени, Брёзель видит у себя в гостях кинопродюсера Гэрба Гельдхая (которого он видел во сне как Короля), который обещает уничтожить Брёзеля, если тот в короткие сроки не оправдает всех денег, вложенных в его анимационный проект. Брёзель начинает активно работать над мультфильмом. Нарисовав его, он уносит все рисунки на почту, где почтмейстер, отвлекшись на красивую блондинку, путает адресата и отправляет рисунки в Сибирь. А Герд Гельдхай получает вместо рисунков полную коробку грелок.
Брёзель вновь начинает рисовать, пытаясь успеть к премьере. Когда он, наконец, завершает работу, он самостоятельно везёт рисунки и продюсеру на своём мотоцикле. Однако, в туннеле он попадает в аварию, рисунки сгорают, а сам Брёзель попадает в больницу. В больнице он рисует новый мультфильм, который, к конечном итоге, и попадает на премьеру. Публика довольна, Гэрб Гельдхай ликует.
Во время премьеры Брёзель отлучается в туалет, где он вновь встречается с Румпельштильцен, которая требует окончания сделки и исполнения желания. Она желает выйти за Брёзеля замуж.
Во время церемонии Румпельштильцхен отказывается называть своё имя и предлагает пастору угадать его. Пастор, видя весьма экстравагантный вид особы, пытается отгадать имя: Альф, Штеффи Граф, но безрезультатно. Затем он вспоминает случай в лесу и называет услышанное там имя Румпельштильцен. Он угадывает и Румпельштильцхен превращается в красивую девушку. В результате свадьба продолжается, гости танцуют и священник тоже.
На следующее утро Брёзель просыпается от телефонного звонка. Ему звонит кинопродюсер Гельдхай, который шокирует Брёзеля информацией о сиквеле мультфильма.

## Производство
- Съемки для реального видео состоялись в период с июня по сентябрь 1990 года, в Берлин, Киль и Фленсбург.
- Премьера в кинотеатрах Германии состоялась 29 июля. В ноябре 1990, премьерный показ по телевидению. В апреле 1994 года на RTL.
- Издержки производства составили около 8 миллионов немецких марок.